# 4679 Sybil
A 4679 Sybil (ideiglenes jelöléssel 1990 TR4) a Naprendszer kisbolygóövében található aszteroida. Robert H. McNaught fedezte fel 1990. október 9-én.